# Goldfinger (группа)
Goldfinger — американская панк-рок и ска-панк группа из Лос-Анджелеса, Калифорния, образованная в 1994 году. Внесла свой вклад в развитие музыкального жанра ска. Основатели коллектива — Джон Фельдман и Саймон Вильямс.

## История
Группа была образована в 1994 году в Калифорнии. Изначально в состав группы входили: Джон Фельдман, Саймон Вильямс и Дэррин Пфайер. Позже к группе присоединяется гитарист Чарли Паулсон.
В том же году группа записывает первый EP «Richter». Дебютный одноименный альбом «Goldfinger» был записан в 1995 году и вышел в продажу весной 1996. Также в этом году выходят видеоклипы на композиции «Here in your Bedroom», «Mable», «Only a Day». В 2006 году Alternative Press внесла одноименный альбом «Goldfinger» в список «10 альбомов 1996 года» наряду с такими исполнителями, как No Doubt, Weezer и другими.
В 1997 году выходит второй альбом «Hang-Up’s», который включал в себя кавер-версию «More Today Than Yesterday» группы Spiral Starecase, вошедшую в саундтрек к киноленте The Waterboy.
Летом 1998 года Саймон Вильямс покидает группу и ему на замену приходит участник группы Electric Love Hogs — Келли Лемьё. В 1999 группа записывает и выпускает второй EP «Darrin’s Coconut Ass-Live From Omaha». Он включает в себя 8 кавер-версий.
Весной 2000 года на лейбле Mojo Records был выпущен LP «Stomping Ground». В поддержку альбома музыканты отправились в тур по Европе и Соединённым Штатам вместе с группами Eve 6, Showoff, Bloodhound Gang и Mest. Во время тура был записан концертный сет «Foot In Mouth».
В 2002 году Чарли Паулсон выходит из состава группы и на его место приходит Брайан Артур — бывший участник техасской группы Unloco. Вскоре Goldfinger подписали контракт с лейблом Jive Records, на котором был выпущен альбом «Open Your Eyes» в 2002 году.
В 2005 году группа записывает альбом «Disconnection Notice» на лейбле Maverick Records и отправляется в его поддержку с группами Sum41 и Good Charlotte. В середине 2005 года из группы уходит Брайан Артур и на его место возвращается Чарли Паулсон.
В конце 2007 года группа закончила запись нового альбома «Hello Destiny» и выпустила его в 2008 году на лейбле Sideone Dummy.
Фельдман заявил, что, Goldfinger планировали выпустить свой новый альбом к 2012 году. 24 мая 2013 года группа выпустила новую песню "Am I Deaf". 
В 2015 году Фельдман дал интервью телеканалу Fuse, отметив, что будущее группы в значительной степени сводится к периодическим турне: «Мы, вероятно, выпустим пару песен, но я не знаю, будем ли мы выпускать альбомы. Мы играем те же песни, что и всегда».  
21 июля 2017 года группа выпустила «The Knife», первый альбом группы с участием Майка Эрреры, Трэвиса Баркера и Филиппа Снида (Moon Valjean).   
На фестивале Back to the Beach 2019 Чарли Паулсон воссоединился с группой. Он присоединился к ним во время  их тура "Fueling the fire". Во время своих живых выступлений, они часто прибегают к игре валторнистов из других ска-групп, включая Рубена Дурасо, Мэтта Эпплтона, Билли Коттаджа и многих других.  
Во время пандемии COVID-19 Goldfinger начали продюсировать и публиковать серию живых выступлений на YouTube под названием Quarantine Videos (в переводе с англ. — «Карантинные видео»). Каждый участник записывал свои выступления у себя дома, а затем Фельдман микшировал их и выпускал. Первым выступлением был концерт «Здесь, в твоей спальне».

## Дискография

### Студийные альбомы
| Дата выхода     | Название             | Лейбл                      | Billboard 200 |
| --------------- | -------------------- | -------------------------- | ------------- |
| 21 февраля 1996 | Goldfinger           | Universal Records          | 110           |
| 26 марта 1997   | Hang-Ups             | Universal Records          | 85            |
| 26 марта 2000   | Stomping Ground      | Mojo Records               | 109           |
| 21 февраля 2002 | Open Your Eyes       | Mojo Records, Jive Records | 136           |
| 21 февраля 2005 | Disconnection Notice | Maverick Records           | -             |
| 29 апреля 2008  | Hello Destiny...     | Sideonedummy               | -             |
| 21 июля 2017    | The Knife            | Rise Records               | -             |

### Концертные альбомы
| Дата выхода   | Название                              | Лейбл             | Billboard 200 |
| ------------- | ------------------------------------- | ----------------- | ------------- |
| 9 ноября 1999 | Darrin's Coconut Ass: Live from Omaha | Universal Records | -             |
| 2001          | Foot in Mouth: Live                   | Mojo Records      | -             |
| 23 марта 2004 | Live at the House of Blues            | Kung Fu Records   |               |

## Синглы
- Here In Your Bedroom
- Mable
- This Lonely Place
- Counting the Days
- 99 Red Balloons
- Open Your Eyes
- Wasted
- Spokesman
- If Only
- San Simeon
- Tell Me
- Just Like Heaven the Cure Cover
- Miles Away
- The Innocent featured Benjie from Good charlotte and Tony Lovato from Mest
- Vintage Queen
- Hopeless New
- SuperMan
- Rio

### Песни в видеоиграх
| Песня                   | Игра                          | Платформа                                                                                                 |
| ----------------------- | ----------------------------- | --- |
| Superman                | Tony Hawk's Pro Skater        | Sony PlayStation, Nintendo 64, Sega Dreamcast                                                             |
| 99 Red Balloons         | Gran Turismo 3: A-Spec        | Playstation 2                                                                                             |
| 99 Red Balloons (cover) | Donkey Konga                  | Gamecube                                                                                                  |
| I’m Down                | Andy McDonald's Skateboarding | Sony PlayStation                                                                                          |
| Spokesman               | Tony Hawk's Pro Skater 4      | Sony PlayStation, Nintendo Gamecube, Microsoft Xbox, Windows PC, Mac                                      |
| I Want                  | Burnout Revenge               | Playstation 2, Microsoft Xbox, Microsoft Xbox 360                                                         |
| I Want                  | Burnout Legends               | PlayStation Portable, Nintendo DS                                                                         |
| I’m Down                | ESPN X-Games Snowboarding     | Playstation 2                                                                                             |
| My Everything           | SSX On Tour                   | Microsoft Xbox,Playstation 2, Nintendo Gamecube, Playstation Portable                                     |
| Counting The Days       | Shaun White Snowboarding      | PlayStation 3, PlayStation 2, PlayStation Portable, Nintendo DS, Wii, Mac OS X, iPhone, Windows, Xbox 360 |